# Campagnola Emilia
Campagnola Emilia ist eine norditalienische Gemeinde (comune) mit 5538 Einwohnern (Stand 31. Dezember 2023) in der Provinz Reggio Emilia in der Emilia-Romagna. Die Gemeinde liegt etwa 18,5 Kilometer nordnordöstlich von Reggio nell’Emilia und etwa 23 Kilometer nordwestlich von Modena in der Poebene. 

## Geschichte
Der Ort wurde erstmals 935 urkundlich erwähnt.

## Wirtschaft
Im Weinbaugebiet um Campagnola wird Lambrusco Marani angebaut. 

## Persönlichkeiten
- Denis Santachiara (* 1950), Designer